# Mauro Santambrogio
Mauro Santambrogio (Erba, Provincia de Como, Italia, 7 de octubre de 1984) es un exciclista italiano.
Durante las temporadas 2006 a 2012 corrió en los equipos Protour del Lampre y el BMC. En 2013 dio positivo por EPO en un control efectuado durante la primera etapa del Giro de Italia y se le impuso una sanción de 18 meses que finalizaba el 2 de noviembre de 2014. Llegó a fichar por el equipo Amore & Vita-Selle SMP para la temporada 2015 pero 10 días antes de que acabara la sanción nuevamente dio positivo por testosterona en un control sorpresa. Fue sancionado con tres años, hasta el 21 de octubre de 2017.

## Palmarés
2005
- Giro del Lago Maggiore

2009
- Tres Valles Varesinos
- Trittico Lombardo (ver nota)[2]

2011
- 2.º en el Campeonato de Italia en Ruta

2013
- Gran Premio Industria y Artigianato-Larciano
- 1 etapa del Giro de Italia

## Resultados en Grandes Vueltas
| Carrera | Carrera         | 2004 | 2005 | 2006 | 2007 | 2008  | 2009  | 2010 | 2011 | 2012 | 2013 |
| ------- | --------------- | ---- | ---- | ---- | ---- | ----- | ----- | ---- | ---- | ---- | ---- |
|         | Giro de Italia  | —    | —    | —    | —    | Ab.   | —     | Ab.  | —    | 86.º | 9.º  |
|         | Tour de Francia | —    | —    | —    | —    | —     | 132.º | Ab.  | —    | —    | —    |
|         | Vuelta a España | —    | —    | —    | —    | 121.º | —     | —    | 88.º | 58.º | —    |

—: no participa

Ab.: abandono